# Can Sanromà
Can Sanromà és una obra eclèctica de Canet de Mar (Maresme) inclosa a l'Inventari del Patrimoni Arquitectònic de Catalunya.

## Descripció
Casa de planta baixa i dues plantes. Obertures amb pedra. Al primer pis hi ha un balcó petit i una finestra. Al segon, dues finestres de mides més reduïdes i tres columnetes falses que la decoren. La casa queda rematada per una cornisa. A la planta baixa, la intervenció per fer una obertura -una finestra-, ha malmès l'equilibri compositiu de la façana -que era simètrica-.